# N'Dana (Samorogouan)
Pour les articles homonymes, voir N'Dana.
N'Dana est une commune rurale située dans le département de Samorogouan de la province de Kénédougou dans la région des Hauts-Bassins au Burkina Faso.

## Géographie
N'Dana est situé à 10 km au nord-ouest de Samorogouan et à 2 km à l'est de Karna.

## Santé et éducation
Le centre de soins le plus proche de N'Dana est le centre de santé et de promotion sociale (CSPS) de Samorogouan.